# Miharu Koshi
Miharu Koshi (コシミハル Koshi Miharu?) 3 de Enero de 1960 (65 años) es una cantante y música japonesa. Su carrera comenzó a fines de la década de los 70's interpretando música New Wave. A mediados de la década de 1980 inició interpretaciones con instrumentos electrónicos, con muchos álbumes producidos por Haruomi Hosono. Su trabajo posterior la ha llevado a la música clásica europea, el chanson francés y jazz europeo de principios del siglo XX, que canta en varios idiomas (la mayoría de las veces en francés).

## Biografía y carrera
Nacida en Koganei, Tokio, su padre era fagotista en la Orquesta Sinfónica Yomiuri Nippon, su madre era vocalista clásica. Recibió educación en música clásica y ballet y se graduó de la Facultad de Letras de la Universidad de Wako. Obtuvo un contrato de grabación con RCA luego de una aparición en el programa de talentos "君こそスターだ!" ("You Are The Star!") que ganó en octubre de 1978. El sencillo "Capricious Highway" del primer álbum "Toy Box Act 1" se convirtió en éxito. Su estilo de interpretar canciones City pop acompañada de piano era comparada como la versión femenina de Shinji Harada. Al año siguiente, en 1979, hizo una aparición regular como miembro de "Sundays" en el programa de música de NHK "Let's Go Young".
En 1983, participó en una sesión de grabación de Kenji Endo con un teclado y coro, la cinta de demostración atrajo la atención de Haruomi Hosono y se transfirió al sello YEN lanzado por Hosono en Alfa Records. En el mismo año, lanzó el álbum "Tutu" producido por Hosono. La primera canción, "L'Amour Toujours" es una versión del grupo belga de techno-pop TELEX que fue producido con la participación total de éste. Al año siguiente, en 1984, también realizaron una gira por Europa con su apoyo. Alrededor de este tiempo, se lanzaron sencillos y álbumes en Pick Up Records, un sello discográfico de Ámsterdam que lanzó versiones holandesas de YMO, lo que generó reconocimiento en el extranjero. Aproximadamente por la misma época, también trabajó en versiones clásicas y de chanson, géneros con los que está familiarizada desde su infancia. En sus primeros trabajos usó su nombre real en kanji 越美晴 (Koshi Miharu) pero para sus álbumes desde 1981 hasta la actualidad usa コシミハル, en katakana, que se pronuncia igual.
En 1985 se transfirió al sello Non-Standard, fundado por Hosono, y lanzó el álbum "Boy Soprano". En el mismo año, participó en la producción musical de "Night on the Galactic Railroad", un largometraje animado del trabajo mangaka de Hiroshi Masumura (con dirección musical por Hosono). Además, como actriz de teatro, participó como artista invitada en el espectáculo de Tokyo Grand Guignol "Lychee Light Club", ampliando su campo de actividad.
Desde 1988, ha preparado y desarrollado un show de salón "Evening Cafe" con el propósito de recuperar el espíritu de la música francesa de principios del siglo XX hasta la actualidad. El resultado de este proyecto son los dos álbumes "La voix de Paris" y "Source D'espoir" con una orientación nostálgica que incorpora chanson y jazz antiguo. Desde 1992, ha producido la obra teatral "Musique-hall", que combina su propia música, arte escénico y actuación de bailarinas. Esta obra también se resume como un álbum en CD.
En 1996, formó Swing Slow, un dúo con Hosono (acreditado como Sr. Harry Hosono Jr.), y lanzó el álbum "Swing Slow". Posteriormente se trasladó a su nuevo sello Daisyworld Disc, lanzado por Hosono, y desde entonces ha producido álbumes orientados al chanson de primera mitad de siglo.

## Discografía

### Álbumes
| Título                                              | Detalles                                                                                         | Notas |
| --------------------------------------------------- | ------------------------------------------------------------------------------------------------ | --- |
| 1. おもちゃ箱 第一幕 (1979)                         | 5 de marzo de 1979, LP: RVC / RCA (RVL-7211)                                                     | Algunas canciones como la canción debut "Love Step" y la exitosa canción "Capricious Highway" están incluidas en el mejor álbum "GOLDEN BEST ☆ Miharu Koshi RCA Years".                                                                                            |
| 2. On the Street (1980)                             | 1980, LP: RVC / RCA (RVL-8044), CT: RVC / RCA (RCJ-1623)                                         | El CD no se ha vuelto a publicar. Algunas canciones están incluidas en el álbum "GOLDEN ☆ BEST Miharu Koshi RCA Years". |
| 3. Make Up (1981)                                   | 1981, LP: RVC / RCA (RHL-8511), CT: RVC / RCA (RCJ-0423)                                         | El CD no se ha vuelto a publicar. Algunas canciones están incluidas en el álbum "GOLDEN ☆ BEST Miharu Koshi RCA Years". |
| 4. Tutú (1983)                                      | 26 de octubre de 1983, LP: ALFA RECORDS/EN LP: YLR-28011                                         | Producido por Haruomi Hosono Todas las composiciones escritas por Miharu Koshi excepto M-1 por TELEX. |
| 5. Parallelisme (1984)                              | 25 de septiembre de 1984, LP: ALFA RECORDS / \ EN (YLR-28019)                                    | Todas las canciones escritas por Miharu Koshi excepto M-4 por Barbara. Todas las canciones interpretadas y arregladas por Miharu Koshi excepto M-5 y M-9 de Banana con Hajime Okano, RA & Hideki Matsutake.                                                        |
| 6. Boy Soprano (1985)                               | 21 de noviembre de 1985, LP: TEICHIKU / NON-STANDRD (28NS-7)                                     | Producido por Haruomi Hosono con F.O.E., agosto de 1985. Voz, teclado, piano y arreglos: Miharu Koshi. |
| 7. Echo De Miharu (1987)                            | 25 de marzo de 1987, LP: Sixty Records / NIPPON PHONOGRAM (28SL-9)                               | Obras de simulación absoluta de la grabación original de Haruomi Hosono y Miharu Koshi excepto M-2 de Hiroaki Sugawara y M-11 de Yuzo Toda. |
| 8. Passepied (1989)                                 | 25 de octubre de 1989, CD: FUN HOUSE (00FD-7125)                                                 | Todos arreglos, voz, teclado: Miharu Koshi Acordeón: Yasuhiro Kobayashi (3,4,8,9) Violonchelo: Tatsunori Watanabe (3,4,8,9) Estribillo: Fukuzawa (5) |
| 9. Above the Heart (心臓の上) (1990)                | 1990, CD + LIBRO: FUN FOUSE (FXD-7014)                                                           | Libro en CD. El texto y la música son de Miharu Koshi, y la ilustración es del pintor Hitoshi Akagi. |
| 10. Der Vater und Der Pistole (父とピストル) (1991) | 25 de enero de 1991, CD: FUN HOUSE (FHCF-1108)                                                   | Voz, Piano, Acordeón, Xilófono Palisono, barras de timbre, marimba, pandereta, triángulo, teclado: Miharu Koshi Fagotto: Yasutoshi Koshi (10, 14) Percusión: Motoya Hamaguchi (10) Acordeón: Fumihiko Kazama (6, 13)                                               |
| 12. La Voix De Paris (1992)                         | 6 de julio de 1992, CD: Medium (RISU-001)                                                        | - |
| 13. Source d' espoir (希望の泉) (1992)              | 1 de octubre de 1992, CD: FUN HOUSE (FHCF-2030)                                                  | - |
| 14. Chanson Solaire (1995)                          | 25 de octubre de 1995, CD: FOA Records (FRCA-1002)                                               | Traducción-letra: Sô-si Suzuki |
| 15. Swing Slow (con Haruomi Hosono) (1996)          | 24 de octubre de 1996/ PHCR-916 / MERCURY                                                        | - |
| 16. Rodéo De Paris (1997)                           | 21 de octubre de 1997, CD: NIPPON COLUMBIA / DENON (COCA-14427)                                  | Vinculado con "Musique-hall" copatrocinado por Setagaya Public Theatre. |
| 17. L'Assassinat De La Rue Du Pélican (2000)        | 23 de febrero de 2000, CD: Daisyworld Discs / Re-Wind Recordings (RWCL-20007)                    | - |
| 18. Frou-Frou (2001)                                | 21 de abril de 2001、CD：Daisyworld Discs / Re-Wind Recordings (RWCL-20012)                      | - |
| 19. Corsé (2003)                                    | 5 de marzo de 2003, CD: Daisyworld Discs / avex / Cutting Edge (CTCR-16049)                      | - |
| 20. Le Judas (2008)                                 | 6 de agosto de 2008, CD: Daisyworld Discs / Columbia Music Entertainment (COCP-35104)            | Vinculada con "Music-hall", realizado en Art Sphere. |
| 21. Madame Crooner (2013)                           | 22 de mayo de 2013, CD: Daisyworld Discs / Victor Entertainment / SPEEDSTAR RECORDS (VICL-64033) | - |
| 22. Moonray (2015)                                  | 30 de octubre de 2015, CD: Li'l Daisy (TNIY-7567)                                                | Un trabajo de Li'l Daisy de Takashi Okada, quien se hace cargo de DaisyWorld Discs que se cerró en 2017, el trabajo es publicado independientemente. |
| 23. Voyage Secret (2021)                            | 15 de septiembre de 2021, CD + Blu-ray: NIPPON COLUMBIA / BETTER DAYS (COZB-1804-5)              | El disco Blu-ray es una colección de videos de la serie "Madame Crooner" en vivo. Incluye 4 canciones entre las cuales se encuentran "Johnny" de Marlene Dietrich y la canción original "Petit paradis" del álbum "Tutu" que fue remasterizada en la edición 2021. |

### Sencillos y EPs
| Título                                         | Detalles                                         | Notas |
| ---------------------------------------------- | ------------------------------------------------ | --- |
| 1. ラブ・ステップ (1978)                       | 5 de octubre de 1978, RVC / RCA (RVS-1151).      | Debut single Hay dos tipos de diseños de portada. El lado B es あらびあん・らぷそでい "Arabian Lapusodei". Canciones no incluidas en el álbum original. Incluye "GOLDEN ☆ BEST Miharu Koshi".               |
| 2. 気まぐれハイウェイ (1979)                   | 5 de marzo de 1979, RVC / RCA (RVS-1165).        | El lado B es "五月の風" (Viento de Mayo) |
| 3. マイ・ブルーサマ                            | 1979, RVC / RCA (RVS-1184).                      | El lado B es "いい気なものね". Incluida en el disco "On The Street MIHARU II". |
| 4. L'Amor Toujours (1983)                      | 1984 / SPU-0008 / PICK UP RECORDS                | El lado B es "Scandal Night". Incluida en el disco "Tutú". |
| 5. Petit Paradis (1983)                        | 1984 / SPU-0012 / PICK UP RECORDS                | La canción fue grabada en inglés para su promoción en Europa |
| 6. Ave Maria (1985)                            | 1985 / SPU-0027 / PICK UP RECORDS                | El lado B es "Mademoiselle Juju". Incluida en el disco "Boy Soprano". |
| 7. 野ばら (Heidenröslein) (1985)               | 1985, TEICHIKU / NO ESTÁNDAR (07NS-103).         | Un arreglo techno de la canción "Heidenröslein" de Schubert. El lado B es "Marie Ange". Incluida en el disco "Boy Soprano".                                                                                 |
| 8. La canción de Marcelino                     | 1987, Sixty Records / NIPPON PHONOGRAM (7SS-13). | La versión original del tema musical es de la película española "Marcelino Pan y Vino". El lado B es "L'acqua Sonora", una reinterpretación de la canción "光の糸 金の糸" de Mishio Ogawa.                  |
| 9. Sicilano (シチリアーノ) (1989)              | 25 de septiembre de 1989, FUN FOUSE (00FD-4025). | La versión original es Siciliano, BWV 1031 por Johann Sebastian Bach. El lado B es "Passepied", un arreglo tecno de Suite Bergamasque: Passepied de Debussy. Ambos están incluidos en el álbum "Passepied". |
| 10. Madonna (マドンナ) (1991)                  | 1 de febrero de 1991, FUN FOUSE (FHDF-1073)      | El lado B es "Krepsidra Sanatorium (versión japonesa)". Ambas versiones son diferentes del álbum "Der Vater und die Pistole".                                                                               |
| 11. Bonjours coucou (ボンジュール・クク)(1992) | 25 de julio de 1992, FUN FOUSE (FHDF-1194).      | El sencillo está incluido en el disco "Source D'espoir" El lado B es "Chanson Damour", incluida en el disco "La Voix De Paris".                                                                             |

### Copilaciónes
| Título                                  | Detalles                                                                                   | Notas |
| --------------------------------------- | ------------------------------------------------------------------------------------------ | --- |
| 1. Autoportrait (オートポルトレ) (1998) | 23 de junio de 1998 / TACT-1013-4 / NU TAURUS (PolyGram）                                  | Copilación de canciones seleccionadas de sus álbumes entre 1983 hasta 1995 |
| 2. Epoque de Techno (2009)              | 18 de noviembre de 2009, CD: Sony Music Direct / GT Music (MHCL 1627-8) juego de 2 discos. | Dos pistas adicionales, incluye "Belle Tristesse" del álbum recopilatorio del sello YEN "WE WISH YOU A MERRY CHRISTMAS" y "Petit Paradis" del sencillo holandés. El diseño de la portada es de Katsumi Asaba. |